# Війна за незалежність США
Війна́ за незале́жність США (англ. American Revolutionary War, American War of Independence) (1775—1783)  — війна між королівством Великої Британії і лоялістами (прибічниками британської корони) з одного боку та революціонерами-патріотами 13 британських колоній з іншого, які проголосили свою незалежність від Великої Британії, як самостійна союзна держава, від 4 липня 1776 року. Значні політичні та соціальні зміни в житті жителів Північної Америки, викликані війною і перемогою в ній прибічників незалежності, іменуються в американській історіографії та літературі «Американською Революцією».
Війна стала кульмінацією політичної Американської Революції, коли багато колоністів не визнали легітимність Парламенту Сполученого Королівства, що продовжував керувати ними без жодного представництва американців, керуючись тезою про те, що це порушує права британського населення. Перший Континентальний Конгрес було скликано в 1774 році задля урегулювання відносин між Великою Британією та тринадцятьма суверенними колоніями, складання петиції королю Великої Британії Георгу ІІІ про необхідність втручання у справи Парламенту, організації бойкоту британських товарів, в той же час формально залишаючись підданими Британської Корони. Їхні вимоги було проігноровано, тож у 1775 році силами Місцевих конгресів було скликано Другий Континентальний Конгрес, що створив Континентальну Армію з частин британських солдатів, розквартированих у Бостоні, Массачусетс. Подальші петиції до короля з вимогою втрутитися в справи парламенту призвели до того, що Конгрес було звинувачено в державній зраді, а тринадцять штатів оголошено територією заколоту. У 1776 році американці відповіли формальним проголошенням незалежності у кордонах однієї держави — Сполучених Штатів Америки, заявляючи про свій суверенітет та відмову від будь-яких зобов'язань перед Британською монархією.
Уряд Франції під керівництвом короля Людовика XVI, починаючи з 1776 року, таємно постачав повсталим провіант, зброю та амуніцію, але воєнні успіхи Британії в 1777 році спонукали Францію відкрито вступити в війну в 1778 році, тим самим зрівнявши сили по обидва боки. Іспанія та Голландія, союзники Франції, втрутилися у війну з Королівством Велика Британія протягом наступних двох років, погрожуючи вторгненням на територію Британських островів. Крім того, своїми військовими кампаніями в Європі вони серйозно випробовували військову силу Королівства Велика Британія, влаштувавши атаку на Мінорку та Гібралтар, що призвело до ескалації повномасштабної війни на морі. Вступ у війну Іспанії завершився вигнанням британських військ із Західної Флориди та прикриттям південного флангу Американських колоній.
Протягом усієї війни британці вдало використовували свою перевагу на морі задля захоплення прибережних американських міст, але контроль над сільською місцевістю (де на той час мешкало 90 % населення) значною мірою було втрачено через відносно невеликий розмір сухопутної армії. Французький внесок у війну був вирішальним і досяг своєї кульмінації у перемозі французького флоту в Чесапікській битві, що призвела до підписання акту про капітуляцію Другої Британської армії у місті Йорк 1781 року. Згідно з Паризьким договором 1783 року, було визнано суверенітет США над територією, що простягається від кордонів сучасної Канади на півночі, Флориди на півдні та річки Міссісіпі на заході.

## Передісторія війни
У 1765 році британський уряд провів через парламент Акт про гербовий збір, за яким усі торговельні та інші цивільні документи обкладалися штемпельним збором. Одночасно вирішено було розквартирувати в Америці британські війська кількістю 10 тис. вояків із зобов'язанням американців забезпечити їх житлом, певними харчовими продуктами і предметами меблів для зручності солдатів. Акт про гербовий збір був відверто несправедливим щодо американців. Так, наприклад, щоб отримати права нотаріуса, в Королівстві Велика Британія треба було заплатити 2 фунти стерлінгів, а в Америці — 10. До того ж це був перший закон про податки, які були призначені безпосередньо для Королівства Велика Британія, тобто, він був вигідний лише Великій Британії. До того податки йшли на розвиток інфраструктури торгівлі та промисловості й були, переважно, зрозумілі населенню.
В обговоренні доцільності введення податків не брали участі представники американців. Ситуацію ускладнювало введення податку на газети, що викликало невдоволення самих власників газет. Ці обставини викликали крайнє обурення, що знайшло вираження в мітингах, а також у різних вуличних заворушеннях (наприклад, у будинок британофільського письменника Говарда, який полемізував із Гопкінсом, увірвалася юрба і розтрощила все в будинку. Сам Говард ледве врятувався) і мали значення для періодичного і неперіодичного друку Америки брошури массачусетського юриста Джеймса Отіса «Права британських колоній», губернатора Колонії Род-Айленд та власника плантацій Провіденса Стівена Гопкінса «Права колоністів» доводили, що право обкладення податками повинно перебувати у зв'язку з представництвом". На законодавчих зборах були прийняті урочисті протести проти цих двох законів.
У Массачусетсі було виголошено знамениту фразу, яку приписують Дж. Отісу, що стала девізом у боротьбі: «Податки без представництва — це тиранія», і пізніше перетворилася в більш коротке гасло «Жодних податків без представництва». Вірджинські збори угледіли в штемпельному акті явне прагнення зменшити свободу американців. Того ж 1765 року в Нью-Йорку зібрався «Конгрес проти штемпельного збору», який представляв більшу частину колоній. Він виробив Декларацію прав колоній. Майже у всіх колоніях стали з'являтися організації, які називали себе Синами свободи. Вони спалювали опудала та будинки британських посадових осіб. Серед лідерів Синів волі був Джон Адамс — один з отців-засновників США і майбутній другий президент країни.
Усі ці події справили враження на британський парламент, і в 1766 році Акт про гербовий збір було скасовано; але водночас британський парламент урочисто оголосив про своє право й надалі «видавати закони і постанови, що стосуються всіх сторін життя колоній». Ця заява, попри її декларативний характер, могла лише посилити обурення в Америці, якій, водночас, реальна перемога в питанні про штемпельний збір додавала енергії та сил. 1767 року Королівство Велика Британія обклала митом скло, свинець, папір, фарби і чай, які ввозилися до колоній. Згодом, коли Нью-Йоркські законодавчі збори відмовили в субсидії британському гарнізону, британський парламент відповів відмовою в затвердженні яких би то не було постанов Нью-Йоркських законодавчих зборів, доки вони не скоряться; водночас міністерство наказало губернаторам розпускати законодавчі збори, які будуть протестувати проти британської влади. Американці відповідали агітацією про неспоживання товарів, за які належить сплачувати мито. І дійсно, ці товари стали доставляти британській скарбниці не більш як 16 000 фунтів стерлінгів доходу (при 15 000 фунтах витрат на стягування мит), тобто, в 2,5 раза менше, ніж очікувалося. Зважаючи на це нові мита були скасовані в 1770 році, але мито на чай продовжувало утримуватись, як підтвердження прав метрополії.

## Розкол населення

### «Патріоти» і «лоялісти»
Населення тринадцяти колоній було далеко не однорідним, проте з початком революційних подій серед англомовних колоністів відбувається розкол на прихильників незалежності («революціонери», «патріоти», «віги», «прихильники Конгресу», «американці») і їхніх супротивників («лоялісти», «торі», «прихильники короля»). Деякі групи, разом із тим, заявляють про свій нейтралітет; однією з найвідоміших подібних громад стали квакери штату Пенсильванія, які й після революції зберегли зв'язки з метрополією.
Основним ґрунтом для лоялізму стали, перш за все, міцні зв'язки тієї чи іншої людини з метрополією. Найчастіше лоялістами ставали, зокрема, великі торговці в основних портах, таких, як Нью-Йорк, Бостон і Чарльстон, торговці хутром із північного фронтира, або ж чиновники колоніальної адміністрації. У деяких випадках лоялісти також могли мати родичів у метрополії, або в інших колоніях Британської імперії.
З іншого боку, за незалежність найчастіше виступали фермери, ковалі й дрібні торговці фронтиру штату Нью-Йорк, глибинки Пенсильванії та Вірджинії, поселенці уздовж Аппалачів. Багато плантаторів Вірджинії та Південної Кароліни також підтримували цей рух.
І серед «патріотів», і серед «лоялістів» були і бідні, і багаті. Лідери обох сторін належали до освічених класів. До лоялістів також могли приєднуватися недавні іммігранти, які ще не встигли перейнятися революційними ідеями.
Із закінченням війни в Тринадцяти колоніях залишилося 450—500 тисяч лоялістів. Водночас, близько 62 тис. противників незалежності втекли до Канади, близько 7 тис. до Британії, до 9 тис. у Флориду або Британську Вест-Індію. Втікачі-лоялісти з Півдня також захопили із собою кілька тисяч чорних рабів.

### Індіанці
Більшість індіанських племен не бачили особливого сенсу вплутуватися в конфлікт одних європейців з іншими, і намагалися не брати участь у війні, зберігаючи нейтралітет. Водночас, індіанці загалом підтримували Британську Корону. Основною причиною цього був той факт, що метрополія забороняла колоністам, задля уникнення конфліктів з індіанцями, селитися на захід від Аппалачів — одна із заборон, що найсильніше дратувала самих колоністів.
Британці організували серію індіанських рейдів на поселення фронтира від Кароліни до Нью-Йорка, забезпечуючи індіанців зброєю і підтримкою лоялістів. Під час подібних рейдів було вбито багато поселенців, особливо в Пенсильванії, а в 1776 році черокі атакували американських колоністів уздовж усього південного фронтира. Найвизначнішим індіанським вождем під час цих нападів став мохавк Джозеф Брант, в 1778 і 1780 роках він атакував ряд дрібніших поселень силами загону в 300 ірокезів і 100 білих лоялістів. Племена ірокезької конфедерації сенека, онондага і каюга уклали союз із британцями проти американців.
У 1779 році частини Континентальної армії під командуванням Джона Саллівана здійснили у відповідь каральний рейд, спустошивши 40 ірокезьких сіл у центральній і західній частинах штату Нью-Йорк. Сили Саллівана систематично спалювали села і знищили до 160 тис. бушелів зерна, залишивши ірокезів без запасів на зиму. Зіткнувшись із загрозою голодної смерті, ірокези втекли в район водоспаду Ніагара, і в Канаду, переважно — в район майбутнього Онтаріо, де британці надали їм земельні наділи як компенсації.
Після закінченням війни британці, не проконсультувавшись зі своїми індіанськими союзниками, передали контроль над усіма землями американцям. Водночас до 1796 року Корона відмовлялася залишити свої форти на західному фронтирі, плануючи організувати там незалежну індіанську державу («Індіанська нейтральна зона»).

### Афроамериканці
Вільні темношкірі билися по обидва боки, однак частіше вони все ж підтримували повстанців. Обидві сторони намагалися залучити чорношкіре населення на свою сторону, щедро обіцяючи свободу і земельні наділи тим, хто буде воювати на їхньому боці. Особливо відзначалися при цьому раби, що належали протилежній стороні.
Десятки тисяч чорних рабів скористалися революційним хаосом і втекли від своїх господарів, що призвело плантації Південної Кароліни і Джорджії мало не в напівзруйнований стан. Південна Кароліна втратила до однієї третини (25 тис. осіб) від усіх своїх рабів внаслідок втечі або загибелі. У 1770—1790 роках чорне населення Південної Кароліни (переважно раби) скоротилося з 60,5 % до 43,8 %, Джорджії — з 45,2 % до 36,1 %.
Багато рабів також сподівалися, що Корона дасть їм свободу. Метрополія дійсно планувала створити проти повстанців масову армію рабів взамін на їхнє звільнення, однак, водночас, британці побоювалися, що такий крок може спровокувати масові повстання рабів і в інших колоніях. Одночасно вони опинилися під тиском багатьох плантаторів — лоялістів американського Півдня, а також карибських плантаторів і работорговців, яким зовсім не сподобалась перспектива бунтів.
У Вірджинії королівський губернатор лорд Данмор почав масово рекрутувати рабів, пообіцявши їм свободу, захист сім'ям, і земельні наділи. При відступі із Савани і Чарльстона британці евакуювали до 10 тис. чорних рабів, з яких близько 3 тис. «чорних лоялістів» були поселені в Канаді. Решта були переселені в метрополію, або вест-індські колонії Карибського моря. Близько 1200 «чорних лоялістів» були пізніше переселені з Нової Шотландії (Канада) до Сьєрра-Леоне, де вони стали лідерами етнічної групи Кріо.
З іншого боку, боротьба за незалежність під гаслами захисту свободи ставала досить двозначною; багато революційних лідерів, виступаючи за свободу, самі були багатими плантаторами і володіли сотнями чорних рабів. Низка північних штатів від 1777 року почали скасування рабства. Першим із них став штат Вермонт, який закріпив скасування рабства у своїй конституції. За ним пішли Массачусетс, Нью-Йорк, Нью-Джерсі і Коннектикут. Форми скасування рабства в різних штатах різнилися; передбачалося або негайне звільнення рабів, або поступове, без жодних компенсацій. Низка штатів утворили школи для дітей колишніх рабів, в яких вони зобов'язані були вчитися до свого повноліття.
У перші двадцять років після війни законодавчі збори штатів Вірджинія, Меріленд і Делавер полегшили умови для звільнення рабів. До 1810 року частка вільних негрів зросла у Вірджинії з менш ніж 1 % в 1782 до 4,2 % в 1790, і 13,5 % в 1810. У Делавері до 1810 було звільнено три чверті негрів, в цілому на верхньому Півдні частка вільних негрів зросла з менш ніж 1 % до 10 %. Після 1810 хвиля звільнень на Півдні практично припинилася, в першу чергу — у зв'язку з початком бавовняного буму.

## Початок війни

### Массачусетс
У лютому 1775 року парламент оголосив Массачусетс територією заколоту. Генерал-лейтенант Томас Ґейдж, головнокомандувач британської Північної Америки, командував чотирма полками британської залоги (близько 4000 вояків) зі своєї штаб-квартири в Бостоні, але сільська місцевість була в руках революціонерів. 14 квітня він отримав наказ роззброїти повстанців та заарештувати їх лідерів.
У ніч на 19 квітня 1775 року генерал Ґейдж відправив 700 вояків, щоб захопити боєприпаси, які зберігалися в колоніальній міліції в Конкорді (штат Массачусетс). Вершники, в тому числі Пол Ревір, попередили людей у сільській місцевості, і, коли британські війська зранку 19 квітня увійшли в Лексінгтон вони виявили, що 77 ополченців (мінітменів) вишикувались на сільській площі. Після обміну пострілами було вбито кілька ополченців. Британські війська продовжили наступ до Конкорду, де 500 повстанців атакували і відкинули на північний міст загін із трьох підрозділів. Коли британські війська відступали назад у Бостон, тисячі мінітменів нападали на них по дорозі, завдаючи великих втрат, перш ніж британські підкріплення якраз своєчасно прибули, щоб запобігли повному розгрому. Ця битва, відома як битва біля Лексінгтона та Конкорда, дала початок війні за незалежність.
Загони ополченців підійшли до Бостона, взявши в осаду британців у місті. Британське командування перекинуло по морю 4500 солдатів, які висадились на півострові Чарлзтаун і 17 червня 1775 року відбулась Битва біля Банкер-Гілла. Британці кинулись у фронтальну атаку, яка коштувала їм значних втрат. Американці відступили, але британські втрати перевищили 1000 солдат. Облогу не вдалося зняти і генерал Вільям Гау невдовзі замінив Ґейджа як головнокомандувач британських військ у Північній Америці.
У липні 1775 року призначений незадовго до цього генерал Вашингтон прибув у околиці Бостона, щоб взяти на себе відповідальність за колоніальні сили і організувати Континентальну армію. Усвідомивши нестачу у військах пороху, Вашингтон попросив нових джерел. У арсеналах було проведено обшуки, а також здійснено спроби його виробництва; 90 % поставок (2000000 фунтів) було ввезено наприкінці 1776 року, переважно із Франції. Патріоти в Нью-Гемпширі добули порох, мушкети і гармати після захоплення Форту Вільяма і Мері в Портсмутській гавані наприкінці 1774 року. Деякі з боєприпасів були використані в бостонській кампанії.
Протистояння тривало протягом осені та зими. За цей час Вашингтон був здивований нездатністю Гау напасти на його погано озброєну армію. На початку березня 1776 року повстанцям вдалося захопити форт Тікондероґа. Звідти вони забрали важкі гармати і їх перевезла до Бостона експедиція полковника Генрі Нокса. Їх вирішили розмістити на Дорчестерських висотах. Оскільки артилерія тепер обстрілювала британські позиції, положення Гау виявилося нестерпним, і британське військо було змушене тікати 17 березня 1776 морем до військово-морської бази в Галіфаксі (Нова Шотландія). Нині ці події святкують у Массачусетсі як «День Евакуації». Вашингтон потім вирушив із більшою частиною Континентальної армії, щоб зміцнити Нью-Йорк.

### Квебек

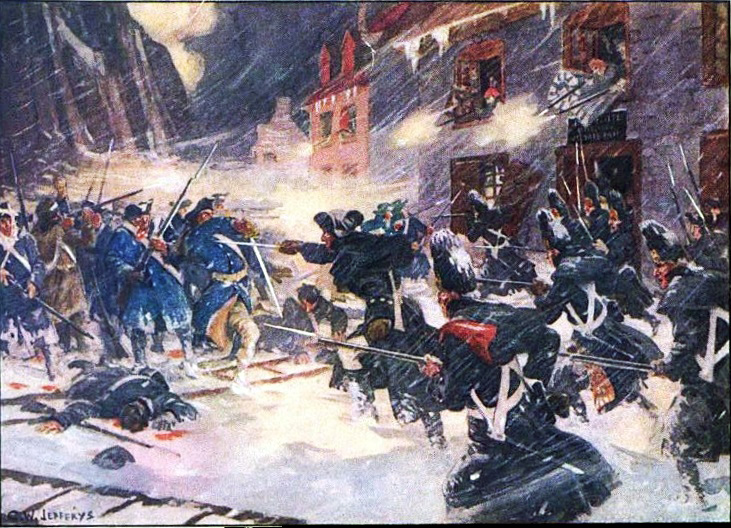
Британські солдати і провінційна міліція відбивають американський напад у битві при Квебеку, грудень 1775

Через три тижні після початку облоги Бостона, загін добровольців міліції на чолі з Ітаном Алленом і Бенедиктом Арнольдом захопили форт Тікондероґа, стратегічно важливу точку на озері Шамплейн між Нью-Йорком і провінцією Квебек. Після цієї дії вони зробили набіг на форт Сент-Джон, неподалік від Монреаля, який стривожив населення і владу там. У відповідь губернатор Квебеку Гай Карлтон почав зміцнювати Сент-Джонс і розпочав переговори з ірокезами та іншими індіанськими племенами про підтримку. Ці дії, в поєднанні з тиском із боку Аллена та Арнольда і страхом британського нападу з півночі, зрештою переконали Конгрес санкціонувати вторгнення до Квебеку, з метою вигнати британські війська з цієї провінції. (Квебек тоді часто називали Канадою, оскільки більша частина її території охоплювала колишню французьку провінцію Канаду.)
Відбулися дві Квебекські експедиції. 28 вересня 1775 року бригадний генерал Річард Монтгомері вирушив на північ з форту Тікондерога з близько 1700 ополченцями, обложивши і захопивши форт Святого Іоанна 2 листопада, а потім Монреаль 13 листопада. Генерал Карлтон втік до Квебек-Сіті і розпочав підготовку цього міста до захисту. Друга експедиція, яку очолював полковник Арнольд, проходила по пустелі, де зараз розташований північний Мен. Логістика була складною, приблизно 300 вояків повернулися, і ще 200 загинуло через суворі умови. Арнольд досяг Квебеку на початку листопада, але він мав лише 600 із 1100 бійців початкового складу. Сили Арнольда приєдналися до сил Монтгомері, вони напали на Квебек 31 грудня, але були переможені Карлтоном у битві, яка закінчилася смертю Монтгомері та пораненням Арнольда, і більше як 400 американців взято у полон. Решта американців залишилася за межами Квебеку продовжуючи облогу до весни 1776 року, страждаючи від поганих умов у таборах і натуральної віспи, потім відступили, коли ескадра британських кораблів під командуванням капітана Чарльза Дугласа прибула для зняття облоги.
Ще одну спробу наступу американці зробили в сторону Квебека, але вони програли під Труа-Рів'єр 8 червня 1776 року. Потім Карлтон пішов у свій власний наступ і переміг Арнольда в бою біля острова Валькур в жовтні. Арнольд повернувся назад у форт Тікондерога, де розпочалася облога. Попри те, що облога закінчилася катастрофою для американців, зусиллями Арнольда в 1776 році вдалося затримати повномасштабний наступ британців аж до Саратозької кампанії 1777 року.
Облога коштувала американцям британської громадської підтримки, «Таким чином більшість людей всіх звань, професій, чи занять, в нашій країні відкрито приймають і схвалюють насильницькі заходи щодо Америки». Це дало американцям у кращому разі обмежену підтримку серед населення Квебеку, яке на початку вторгнення хоча б якось підтримувало американців, але під час окупації з часом підтримка зменшилась, коли американська політика стала жорсткішою проти підозрюваних лоялістів, і тверда валюта армії скінчилася. Були залучені два невеликих полки франко-канадців під час операції, і вони відступили разом з армією назад до Тікондероги. Навіть після свого відступу патріоти продовжували розглядати Квебек як зону своїх інтересів і прописали спеціальні положення у Статтях конфедерації 1777 року, щоб приєднати його до США.

## Кампанія 1776—1777 років

### Нью-Йорк

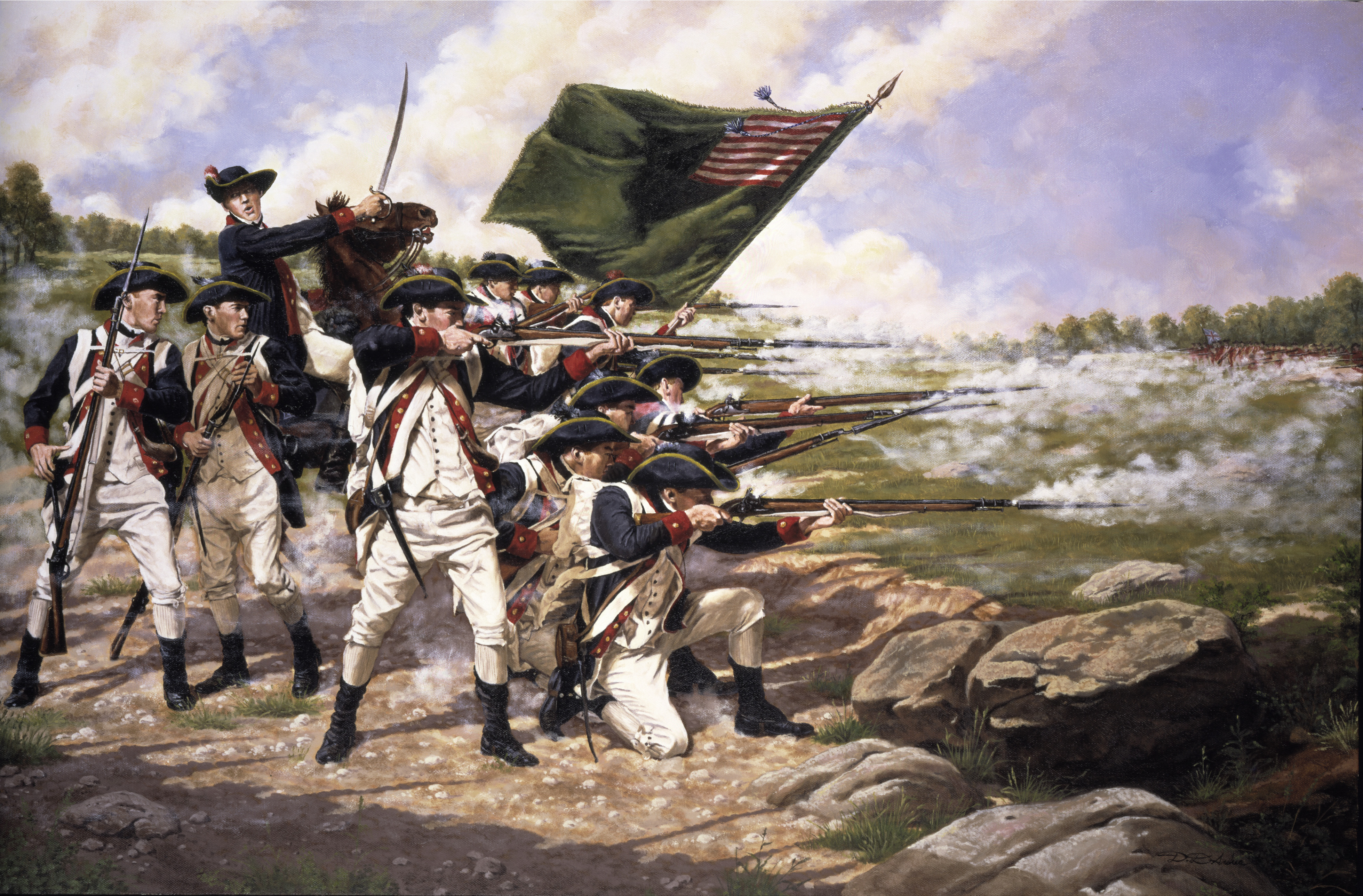
Американські солдати в, 1776 р.

Вивівши свою армію з Бостона, генерал Гау зосередився на захопленні Нью-Йорка, розмір якого тоді був обмежений південним краєм острова Мангеттен. Сили Гау завершили висадку на Стейтен-Айленді 3 липня 1776 року і, в подальшому його армія захопила Мангеттен. Для захисту міста генерал Вашингтон розподілив уздовж берегів нью-йоркської гавані свої сили, зосереджені на Лонг-Айленді та Мангеттені. У той час як британські й нещодавно найняті гессенські війська збирались біля Нью-Йорку, Вашингтон читав своїм солдатам і жителям міста нещодавно складену Декларацію незалежності США.
Позиція Вашингтона було вкрай небезпечною, тому що він розділив свої сили між Мангеттеном і Лонг-Айлендом, і жодна з цих двох половин не могла протистояти силам британців. Воєнні аналітики зауважили, що якби Гау висадився на Мангеттені, то він би захопив і знищив усю армію Вашингтона, але він вирішив кинути всі свої сили в наступ на Лонг-Айленд. Британці висадили 22 000 солдатів на Лонг-Айленді наприкінці серпня і розбили континентальну армію в найбільшій битві війни, взявши більш як 1000 полонених і відтіснивши американців на височину Бруклін-Гайтс. Замість того, щоб продовжувати переслідування, Гау вирішив взяти Бруклін-Гайтс в облогу, стверджуючи, що хотів зберегти життя своїх солдат, яких би він втратив, якщо б атакував укріплення американців. Він активно стримував своїх підлеглих від можливо остаточного удару по військах Вашингтона. Вашингтон спочатку зміцнив свої відкриті позиції, але потім особисто керував виведенням всіх залишків своєї армії і всієї провізії через Іст-Ривер у ніч із 29 на 30 серпня. Евакуація американських військ відбулась без втрат у живій силі і озброєнні. Гау не вдалося провести адекватну розвідку для виявлення відступу.
11 вересня відбулась конференція на Стейтен-Айленді для вивчення можливості знайти мирне рішення. Британці висунули формулу «фіксованої контрибуції» замість податків, вироблену лордом Нортом у попередньому році, і зазначили, що інші закони можуть бути переглянуті або скасовані, коли повстанці визнають владу Великої Британії. Але американська сторона як і раніше наполягала, що не відмовиться від Декларації незалежності.
Гау згодом відновив атаку. 15 вересня він висадив близько 12000 солдат на нижньому Мангеттені, швидко взявши під свій контроль Нью-Йорк. Американці відійшли наверх - на північ острова в Гарлем-Гайтс, де наступного дня дали бій  і відбили атаку британців. 21 вересня в місті спалахнула руйнівна пожежа, у якій звинувачували повстанців, хоча переконливих доказів цього не існує. 12 жовтня британці спробували оточити американців, що закінчилось невдачею через рішення Гау висадитися на острові, який було легко відрізаний від материка. Американці евакуювали Мангеттен і 28 жовтня дали битву Білих Рівнин проти британців, які їх переслідували. Під час битви Гау відмовився атакувати дуже вразливі основні сили Вашингтона, а натомість напав на пагорб, який не мав жодного стратегічного значення.
Вашингтон відступив, і Гау повернувся на Мангеттен і захопив Форт-Вашингтон в середині листопада, взявши в полон близько 3000 американських солдат. Це було початком сумнозвісної системи "тюремних кораблів", яку британці зберігали в Нью-Йорку до кінця війни, в результаті чого більше американських солдатів і матросів померло від недогляду та хвороб, ніж померло у всіх боях цієї війни взятих разом.
Гау потім послав Генрі Клінтона з 6000 солдатами захопити Ньюпорт для британського флоту, що й було зроблено без будь-якого серйозного опору. Клінтон виступав проти цього кроку, вважаючи, що було б краще застосувати сили вверх по річці Делавер, де вони могли б завдати непоправної шкоди відступаючим американцям.

### Нью-Джерсі

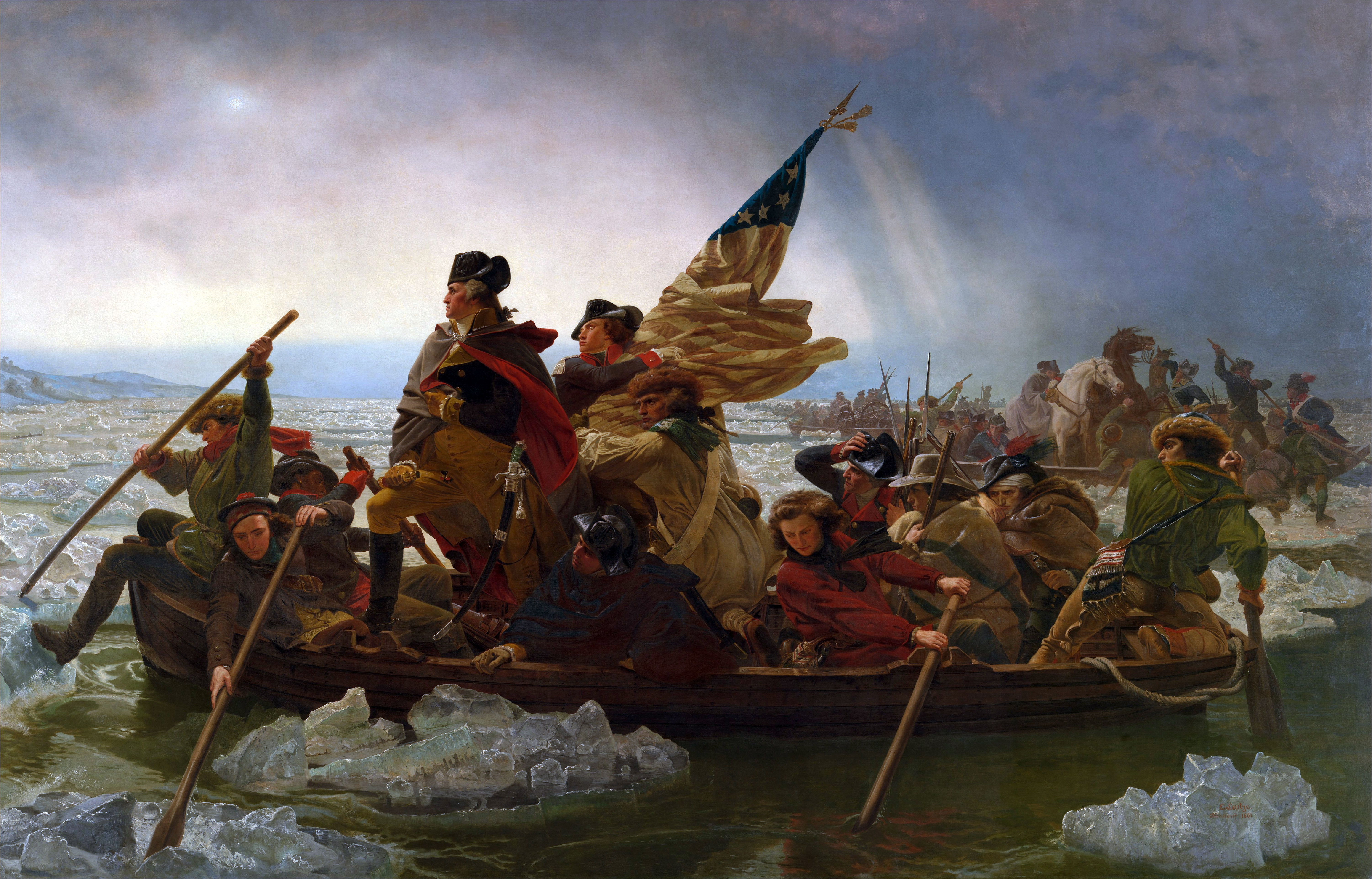
Вашингтон переправляється через Делавер, 1851 р.

Генерал Корнуолліс продовжував переслідувати армію Вашингтона через Нью-Джерсі, але Гау наказав йому припинити і Вашингтон втік через річку Делавер у Пенсильванію 7 грудня. Гау відмовився продовжувати погоню через річку, хоча перспективи Континентальної армії були похмурими. «Ось той випадок, який випробує чоловічі душі», писав Томас Пейн, який був з армією під час відступу. Армія скоротилася до менш ніж 5000 боєздатних солдатів і мала скоротитися до 1400 до кінця року, після закінчення призову. Конгрес відступив углиб і залишив Філадельфію беззахисною, хоча народний опір британській окупації зростав у сільській місцевості.
Гау продовжив розділяти свої сили в Нью-Джерсі на невеликі загони, які були уразливі окремо, при цьому найслабші сили опинилися найближче до армії Вашингтона. Вашингтон вирішив перейти в наступ. У ніч із 25 на 26 грудня крадькома перетнув Делавер і розбив британський загін у битві біля Трентона, захопивши майже 1000 здивованих і неукріплених гессенських найманців. Корнуолліс виступив з армією, щоб відбити Трентон, але його виступ було зупинено, а потім Вашингтон сам напав на нього і 3 січня 1777 року в битві біля Принстона розбив його ар'єргард, захопивши близько 200 полонених. Після цього Гау втратив більшу частину Нью-Джерсі, попри значну чисельну перевагу своєї армії. Вашингтон розмістив армію на зимових квартирах у Моррістауні. Його наступ підняв бойовий дух повстанців. Всю зиму його ополченці тривожили британську армію на їхніх трьох постах, що залишились, уздовж річки Рарітан. У квітні Вашингтон був сильно здивований, що Гау не робить спроб атакувати його невелику армію.

## Кампанії 1777—1778 років
Коли Британія почала планувати операції на 1777 рік, вона мала дві основні армії в Північній Америці: армію в Квебеку, яку пізніше очолив Джон Бургойн, і армію Гау в Нью-Йорку. У Лондоні Джордж Джермейн затвердив план наступу цих армій на Олбані, щоб таким чином надвоє розрізати територію Колоній, але не давав жодних наказів Гау, який почав розробляти свої власні плани. У листопаді 1776 року Гау запросив підкріплень для наступу на Філадельфію, Нову Англію і Олбані. Не отримавши цих підкріплень, він вирішив обмежитися наступом лише на Філадельфію. Гермейн дав згоду на це, припускаючи, що Філадельфію вдасться взяти вчасно і ця операція не завадить Гау з'єднатись із Бургойном. Гау, проте, вирішив переправити свою армію у Філадельфію по воді через Чесапікську затоку, через що втратив можливість швидко підтримати наступ Бургойна.

#### Саратозька кампанія

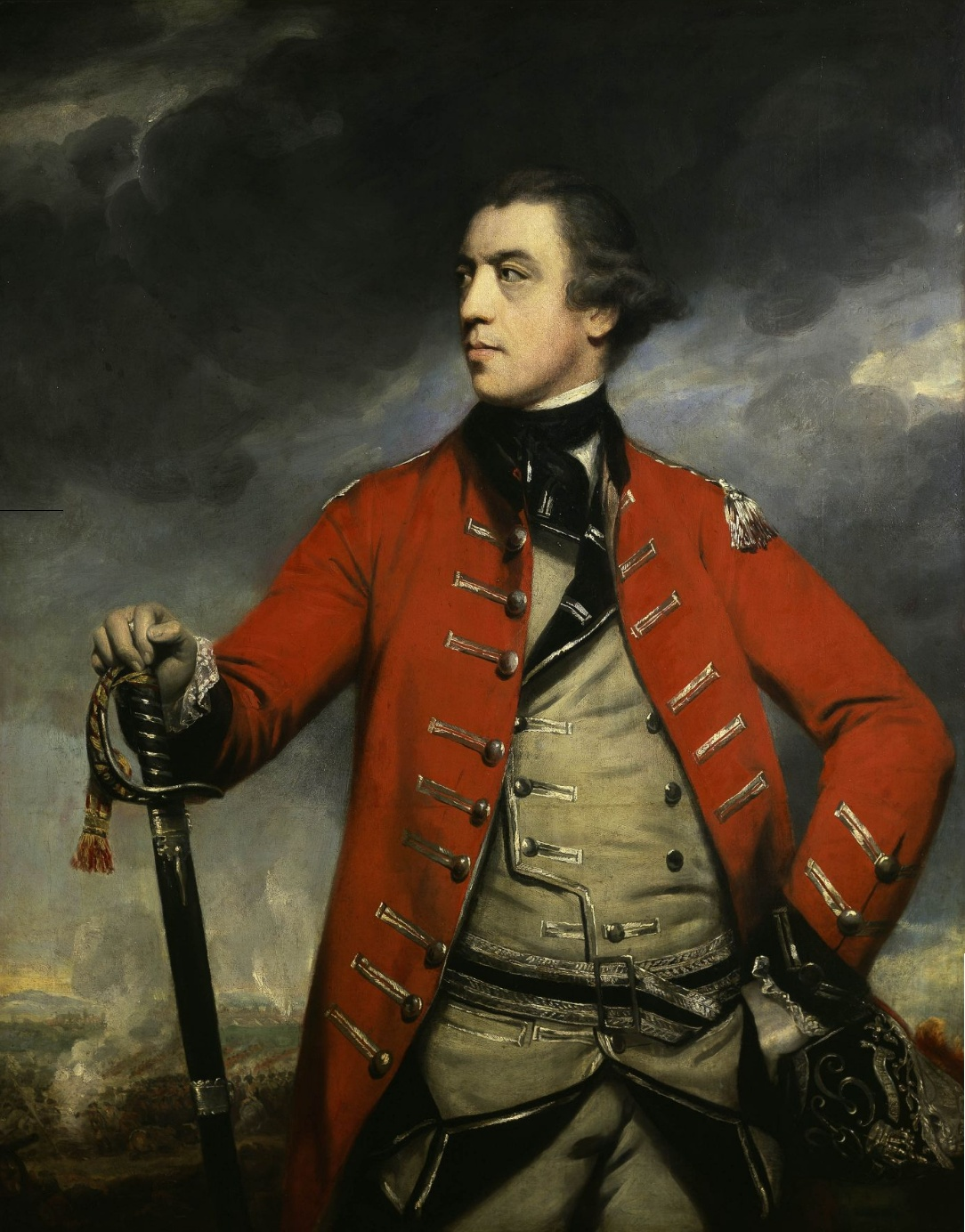
Генерал Джон Бургойн

Першою кампанією 1777 року стала експедиція Бургойна з Квебека. Її метою було захопити озеро Шамплейн і коридор річки Гудзон, щоб відрізати Нову Англію від решти американських колоній. Армія наступала двома колонами: одна, чисельністю 8 000 вояків, йшла вздовж озера Шамплейн до Олбані, а друга, чисельністю 2 000 вояків, йшла під командуванням Беррі Сент-Лігера вниз долиною річки Могок і приєдналася до Бургойна в Олбані.
Бургойн виступив у червні й на початку липня відбив форт Тікондерога. Його подальший наступ затримали повстанці, які завалили деревами дороги на його шляху, а також його власний розтягнутий обоз. У серпні один його загін, відправлений на пошук продовольства, був розбитий у битві біля Беннінгтона, через що Бургойн втратив майже 1000 солдатів.
Тим часом загін Сен-Лігера, набраний переважно з індіанців, вождем яких був Саєнкерагта, розпочав облогу форту Стенвікс. Американські повстанці та їхні індіанські союзники вирушили знімати облогу форту, але потрапили в засідку й були розбиті в битві біля Оріскані. Коли наблизилась друга експедиція, яку вів Бенедикт Арнольд, індіанці покинули Сен-Лігера, який був змушений зняти облогу форту й повернутися в Квебек.
Після невдачі біля Беннінгтона і виділення сил на гарнізон форту Тікондерога армія Бургойна скоротилася до 6 000 вояків, яким уже не вистачало боєприпасів. Але Бургойн вирішив продовжити наступ на Олбані. Американська армія чисельністю 8 000 вояків під офіційним командуванням Гораціо Гейтса (але під ефективним управлінням його підлеглого Бенедикта Арнольда), звела укріплення за 16 кілометрів на південь від Саратоги. Бургойн вирішив обійти їх із флангу, але цю спробу було припинено під час першої битви під Саратоґою у вересні. Становище Бургойна стало складним, але він сподівався, що армія Гау вже близько. Але він помилявся — Гау натомість вирушив на кораблях захоплювати Філадельфію. Армія Гейтса між тим збільшилася за рахунок прибуття підкріплень до 11 000 осіб. Армію Бургойна було розбито в другій битві під Саратоґою, після чого Бургойн здався 17 жовтня. У цей час генерал Клінтон здійснив кілька диверсій із боку Нью-Йорка і зумів захопити два форти, але, дізнавшись про капітуляцію Бургойна, відвів свої війська.
Битва біля Саратоги стала поворотним моментом війни. Повстанці, чий бойовий дух знизився після падіння Філадельфії, тепер знову набули впевненості у своїх силах. Що важливіше, ця перемога вплинула на рішення Франції відкрито укласти союз з американцями, яких раніше вона лише таємно підтримувала. Британські військовополонені, яких за умовами капітуляції американці мали відразу звільнити, проте, утримувалися до кінця війни.

### Пенсильванія
У червні Гау почав бойові дії і провів кілька операцій в Нью-Джерсі, але не зміг втягнути в бій набагато меншу армію Вашингтона. Тоді він завантажив свої війська на кораблі й відплив у північний кінець Чесапікської затоки. 25 серпня його армія (15 000 вояків) висадилася в гирлі річки Елк. Вашингтон з армією в 11 000 солдатів зустрів його на шляху до Філадельфії, на сильній позиції вздовж річки Brandywine Creek (Christina River), але 11 вересня 1777 року Гау зумів обійти його з флангу і розбити в битві біля Брендівайна. Французькі спостерігачі відзначили, що Гау не став переслідувати армію Вашингтона, хоча міг би повністю її знищити.
Континентальний Конгрес знову полишив Філадельфію, а Гау знову зміг обійти армію Вашингтона і 26 вересня без опору увійшов у Філадельфію. Частину армії Гау було виділено, щоб захопити кілька фортів, які перекривали комунікацію з річкою Делавер. Сподіваючись розбити сили супротивника по частинах, як це сталося біля Трентона, Вашингтон 4 жовтня зненацька напав на британський загін у Германатауні. Гау не встиг попередити свій загін, хоча і знав про майбутній напад за день до цього. Під час битви біля Германатауна британський загін ледь не був розгромлений, але через низку помилок атаку Вашингтона було відбито з важкими втратами.
Війська зустрілися на Вайт Марш у грудні, де після деякої перестрілки Гау вирішив відступити, не звертаючи уваги на уразливості ар'єргарду Вашингтона, де напад міг відрізати Вашингтона від його багажу і боєприпасів. Вашингтон і його армія стали табором у Веллі-Фордж у грудні 1777 року приблизно за 32 км від Філадельфії, де вони залишалися протягом наступних шести місяців. За зиму 2500 вояків (з 10 000) померли від хвороб і суворих умов і армія скоротилась до 4000 боєздатних солдатів. За цей час армія Гау, яка добре себе почувала у Філадельфії, не зробила жодних спроб використати слабкість американської армії. Наступної весни армія вийшла з Веллі-Фордж у хорошому стані, зокрема, завдяки програмі навчання під керівництвом барона фон Штойбена, який запровадив найсучасніші прусські методи організації та тактики.
Історики припускають, що британці «втратили кілька шансів на військову перемогу в 1776—1777…» і «якби генерал Гау порушив військову традицію і атакував у грудні континентальні війська, розквартировані [у Веллі-Фордж], він, можливо, легко б їх розбив і, можливо, закінчив війну».
Гау подав у відставку в жовтні 1777 p.; доки її не було прийнято він проводив свій час у Філадельфії, готуючи свої аргументи для очікуваного парламентського розслідування. Хоча він мав більше солдатів, ніж Вашингтон, сумні спогади про Банкер-Гілл зробили його дуже неохочим атакувати американські війська, що окопались. 24 травня 1778 року генерал Клінтон замінив Гау на посту британського Верховного головнокомандувача.

## Іноземна інтервенція
Від весни 1776 року Франція неофіційно була залучена в американську війну за незалежність через французького адмірала Латуш-Тревіля, який забезпечив поставки боєприпасів і зброї з Франції до США, після того, як Томас Джефферсон запросив допомоги від Франції. Зброю типу Вальєр було використано в таких боях, як у битві під Саратогою. Після американської перемоги під Саратогою, французів турбувало те, що британці залагодять свої розбіжності з колоністами і тоді черга дійде до Франції. Зокрема, король Людовик XVI був під впливом панічних повідомлень про те, що Велика Британія готується зробити величезні поступки на користь колонії, а потім спільно з ними напасти на французькі та іспанські володіння у Вест-Індії. Щоб не допустити цього вони уклали договір про союз зі Сполученими Штатами 6 лютого 1778 року, який зобов'язував американців не погоджуватись на щось менше, ніж повна незалежність. Раніше Франція була лише готовою діяти спільно з іспанськими союзниками, але тепер вони були готові воювати самостійно в разі потреби. На це Велика Британія відкликала свого посла, хоча ворожнеча французів і британців насправді не проявляла себе до 17 червня 1778 року.
У 1776 році граф Аранда вперше представляв Іспанію на зустрічі з американською комісією в складі Бенджаміна Франкліна, Сайласа Діна і Артура Лі. Континентальний Конгрес доручив комісарам поїхати в Європу і заручитися підтримкою інших європейських держав, щоб вони допомогли прорвати британську морську блокаду вздовж узбережжя Північної Америки. Аранда запросив комісію до свого будинку в Парижі, де виступав у ролі іспанського посла, і він став активним прихильником боротьби молодих колоній, рекомендуючи якнайшвидшу і відкриту іспанську підтримку колоній. Проте, його не підтримав Хосе Моніно, який зробив вибір на користь більш стриманого підходу. Іспанську позицію пізніше узагальнив посол Іспанії при французькому дворі, Херонімо Грімальді, в листі до Артура Лі, який був у Мадриді й намагався переконати іспанський уряд оголосити відкритий союз. Грімальді сказав Лі, що «Ви взяли до уваги своє власне положення, а не наше. Ще не прийшов наш час. Війна з Португалією, неготовність Франції, а також те, що наші кораблі зі скарбами ще не прибули з Південної Америки — робить неможливим негайно оголосити відкритий союз».
Іспанія, нарешті, вступила офіційно у війну в червні 1779 року, таким чином виконуючи Договір Аранхуес. Хоча іспанський уряд надавав допомогу революціонерам від самого початку війни, але не визнавав Сполучені Штати офіційно. Те само можна сказати й про Голландську республіку, яка також допомагала колоністам від 1776 року, оголосила війну Британії наприкінці 1780-го, але не визнавала Сполучені Штати дипломатично.

## Кампанії 1780—1781 років

### Нью-Йорк
З прибуттям в Америку французьких військ генерала Рошамбо Вашингтон вирішив захопити Нью-Йорк. Нью-Йорк був важливим торговим і економічним центром Нової Англії та мав чудовий морський порт. Крім того в Нью-Йорку базувалася основні британські сили генерала Клінтона. Тому вже в 1780 році Вашингтон почав будувати неподалік від Нью-Йорка табір для своїх військ та готуватися до облоги міста.
Навесні 1781 року із американцями Вашингтона об'єдналися французькі війська Рошамбо. З цього часу Вашингтон фактично став номінальним командувачем союзних військ, адже французів було більше ніж американців, а також вони були краще забезпечені продовольством і боєприпасами. Вашингтон запропонував французькому командуванню план взяття Нью-Йорка, але Рошамбо рішуче його відкинув. Він запропонував Вашингтону повернути на південь, де через атаки армії Гріна британський корпус Корнуолісса відійшов до Йорктауна, де над ним нависла загроза повного оточення.

### Війна на півдні
На півдні США британські війська розгорнули активні бойові дії ще в 1778 році. У південних штатах проживало доволі багато лоялістів, тому британське командування очікувало на їхню підтримку і допомогу.
У листопаді 1778 року британці висадилися у Джорджії і вже у грудні взяли Саванну. Незабаром вони також зайняли і Огасту. Однак, допомога лоялістів виявилася мінімальною. Місцеві патріотичні партизанські загони успішно знищили всі загони лоялістів і запобігли їхньому з'єднанню з британцями.
У жовтні 1779 року американська армія генерала Лінкольна за допомоги французів спробувала відбити Саванну. Однак, атака закінчилася провалом. Британський корпус Клінтона перейшов у контрнаступ.
У березні 1780 року Клінтон оточив війська Лінкольна в Чарльстоні. Британці мали підтримку з моря у вигляді ескадри бойових кораблів, мали перевагу в артилерії та кількісну перевагу. Американські війська опинилися у катастрофічному становищі й 12 травня 1780 року капітулювали. Американці втратили південні штати.
Незабаром в обох протиборчих арміях змінилося командування. Залишки американських військ очолив генерал Гораціо Гейтс, а британський корпус очолив генерал Чарльз Корнуолісс. Але на хід кампанії це не вплинуло. 16 серпня 1780 року британці розбили Гейтса в битві при Камдені. Після цього британці виступили в Північну Кароліну. Але патріоти завдали поразки лоялістам у битві при Кінгс-Маунтін і Корнуолісс був змушений залишити Північну Кароліну.
Із жовтня 1780 року американські війська на півдні очолював генерал Натанієль Грін. Він перейшов до партизанської тактики, виснажував британців атаками по їхніх комунікаціях і тилах, знищував дрібні британські гарнізони. Грін старався уникати великих битв, але двічі вступав у великі бої з британцями: у битві при Гілфорд-Кортхауз (15 березня 1781) і при Хобкіркс-Хілл (25 квітня 1781) він зазнав поразки, але британці зазнали занадто великих втрат. Грін активно маневрував, чим змусив Корнуолісса відійти до Йорктауна.

### Йорктаун
Наприкінці літа 1781 року війська Вашингтона і Рошамбо рушили на південь в напрямі Йорктауна. Їм назустріч рушила армія Гріна. Союзники відтіснили війська Корнуолісса у Йорктаун і оточили їх з суші. З моря британців блокувала французька ескадра адмірала де Грасса, яка не підпускала морським шляхом до Йорктауна підкріплення британців.
29 вересня 1781 року союзники оточили Йорктаун. Почалася облога. Американці і французи обстрілювали британські позиції і захопили всі їхні редути навколо міста. Через великі втрати від артилерійських обстрілів Корнуолісс 17 жовтня почав переговори про здачу і 19 жовтня 1781 року капітулював.